# Juha Hurme

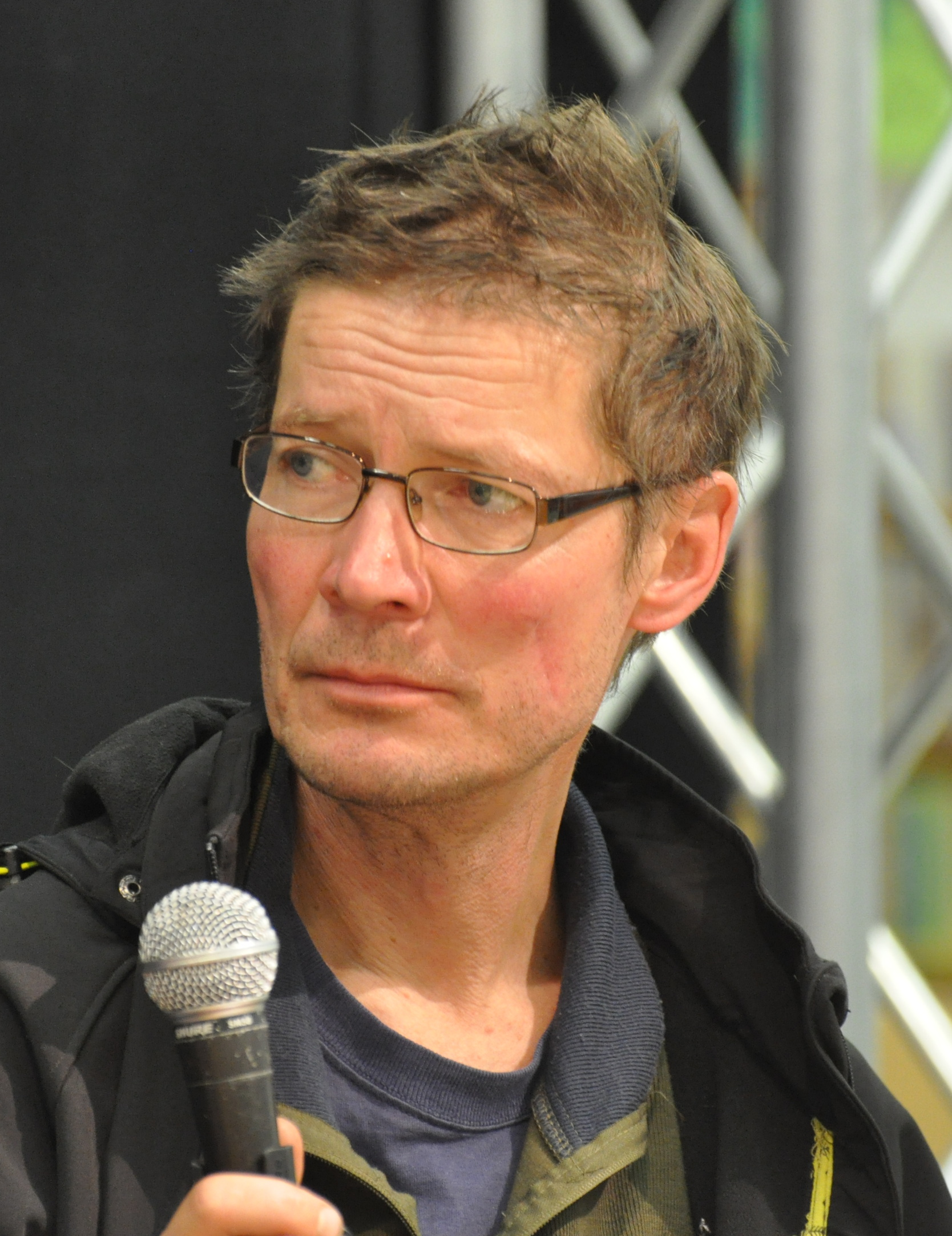
Juha Hurme (2014)

Juha Hurme (geboren 29. Juni 1959 in Paimio) ist ein finnischer Theaterregisseur und Schriftsteller.

## Leben
Juha Hurme studierte Biologie und arbeitete als Biologe. Seit den 1990er Jahren schreibt und inszeniert er Theaterstücke. Er inszenierte  unter anderem am Ylioppilasteatteri in Helsinki, Stadttheater in Rauma, Theater Telakka in Tampere und Nationaltheater in Helsinki. Seit 2007 veröffentlicht er auch Romane.
Hurme erhielt eine Reihe von Stipendien und Literaturpreisen, so 2006 den Eino Leinon palkinto (Eino-Leino-Preis) und 2017 den Finlandia-Preis für den Roman  „Niemi“ (deutsch: „Die Halbinsel“). Ebenfalls 2017 wurde Hurme mit der Medaille Pro Finlandia ausgezeichnet.
Seine Rede zum Finlandia-Preis 2017 hielt Hurme zur Hälfte auf Schwedisch, um auf die Bedeutung der schwedischen Sprache in Finnland hinzuweisen. In seiner Preisrede stellte er sich in die Tradition von finnlandschwedischen Autoren wie Gunnar Björling, Elmer Diktonius, Lars Hulden, Runar Schildt und  Edith Södergran.

## Werke
Romane
Theaterstücke